# NASCAR Winston Cup 1973
De NASCAR Winston Cup 1973 was het 25e seizoen van het belangrijkste NASCAR kampioenschap dat in de Verenigde Staten gehouden wordt. Het seizoen startte op 21 januari met de Winston Western 500 en eindigde op 21 oktober met de American 500. Het kampioenschap werd gewonnen door Benny Parsons. De trofee rookie of the year werd uitgereikt aan Lennie Pond.

## Races
Top drie resultaten, exhibitie- en kwalificatiewedstrijden staan niet vermeld.
| '  | Datum  | Race                | Circuit                         | Winnaar         | Tweede          | Derde           |
| 1  | 21-jan | Winston Western 500 | Riverside International Raceway | Mark Donohue    | Bobby Allison   | Ray Elder       |
| 2  | 18-feb | Daytona 500         | Daytona International Speedway  | Richard Petty   | Bobby Isaac     | Dick Brooks     |
| 3  | 25-feb | Richmond 500        | Richmond International Raceway  | Richard Petty   | Buddy Baker     | Cale Yarborough |
| 4  | 18-mrt | Carolina 500        | North Carolina Speedway         | David Pearson   | Cale Yarborough | Buddy Baker     |
| 5  | 25-mrt | Southeastern 400    | Bristol Motor Speedway          | Cale Yarborough | Richard Petty   | Bobby Allison   |
| 6  | 1-apr  | Atlanta 500         | Atlanta Motor Speedway          | David Pearson   | Bobby Isaac     | Benny Parsons   |
| 7  | 8-apr  | Gwyn Staley 400     | North Wilkesboro Speedway       | Richard Petty   | Benny Parsons   | Buddy Baker     |
| 8  | 15-apr | Rebel 500           | Darlington Raceway              | David Pearson   | Benny Parsons   | Bobby Allison   |
| 9  | 29-apr | Virginia 500        | Martinsville Speedway           | David Pearson   | Cale Yarborough | Bobby Isaac     |
| 10 | 6-mei  | Winston 500         | Talladega Superspeedway         | David Pearson   | Donnie Allison  | Benny Parsons   |
| 11 | 12-mei | Music City 420      | Music City Motorplex            | Cale Yarborough | Benny Parsons   | Buddy Baker     |
| 12 | 27-mei | World 600           | Charlotte Motor Speedway        | Buddy Baker     | David Pearson   | Cale Yarborough |
| 13 | 3-jun  | Mason-Dixon 500     | Dover International Speedway    | David Pearson   | Cale Yarborough | Bobby Allison   |
| 14 | 10-jun | Alamo 500           | Texas World Speedway            | Richard Petty   | Darrell Waltrip | Joe Frasson     |
| 15 | 17-jun | Tuborg 400          | Riverside International Raceway | Bobby Allison   | Richard Petty   | Benny Parsons   |
| 16 | 24-jun | Motor State 400     | Michigan International Speedway | David Pearson   | Buddy Baker     | Richard Petty   |
| 17 | 4-jul  | Firecracker 400     | Daytona International Speedway  | David Pearson   | Richard Petty   | Buddy Baker     |
| 18 | 8-jul  | Volunteer 500       | Bristol Motor Speedway          | Benny Parsons   | L.D. Ottinger   | Cecil Gordon    |
| 19 | 22-jul | Dixie 500           | Atlanta Motor Speedway          | David Pearson   | Cale Yarborough | Donnie Allison  |
| 20 | 12-aug | Talladega 500       | Talladega Superspeedway         | Dick Brooks     | Buddy Baker     | David Pearson   |
| 21 | 25-aug | Nashville 420       | Music City Motorplex            | Buddy Baker     | Richard Petty   | Coo Coo Marlin  |
| 22 | 3-sep  | Southern 500        | Darlington Raceway              | Cale Yarborough | David Pearson   | Buddy Baker     |
| 23 | 9-sep  | Capital City 500    | Richmond International Raceway  | Richard Petty   | Cale Yarborough | Bobby Allison   |
| 24 | 16-sep | Delaware 500        | Dover International Speedway    | David Pearson   | Bobby Allison   | Buddy Baker     |
| 25 | 23-sep | Wilkes 400          | North Wilkesboro Speedway       | Bobby Allison   | Richard Petty   | Cale Yarborough |
| 26 | 30-sep | Old Dominion 500    | Martinsville Speedway           | Richard Petty   | Cale Yarborough | Bobby Allison   |
| 27 | 7-okt  | National 500        | Charlotte Motor Speedway        | Cale Yarborough | Richard Petty   | Bobby Allison   |
| 28 | 21-okt | American 500        | North Carolina Speedway         | David Pearson   | Buddy Baker     | Cale Yarborough |

## Eindstand - Top 10
| 1  | Benny Parsons   | 7173 |
| 2  | Cale Yarborough | 7106 |
| 3  | Cecil Gordon    | 7046 |
| 4  | James Hylton    | 6972 |
| 5  | Richard Petty   | 6877 |
| 6  | Buddy Baker     | 6327 |
| 7  | Bobby Allison   | 6272 |
| 8  | Walter Ballard  | 5955 |
| 9  | Elmo Langley    | 5826 |
| 10 | J.D. McDuffie   | 5743 |